# Municipio de Tzicatlacoyan
El municipio de Tzicatlacoyan (del nahuatl: tzicatl, tlanco, yan ‘hormiga brava, mitad, lugar’‘En medio de las hormigas bravas’) es uno de los 217 municipios que conforman al estado mexicano de Puebla. Fue fundado en 1895 y su cabecera es la ciudad de Tzicatlacoyan.

## Geografía
El municipio se encuentra a una altitud promedio de 2000 m s. n. m. y abarca un área de 279.11 km². Colinda al norte con los municipios de Cuautinchán y Tecali de Herrera, al oeste con el municipio de Puebla y el municipio de Huehuetlán el Grande, al sur con San Juan Atzompa, Huatlatlauca y La Magdalena Tlatlauquitepec y al este con Atoyatempan, Tecali de Herrera y Molcaxac.

## Demografía
De acuerdo al último censo, realizado por el INEGI en 2010, en el municipio hay una población total de 6242 habitantes, lo que le da una densidad de población aproximada de 22 habitantes por kilómetro cuadrado.